# Elezioni regionali in Trentino-Alto Adige del 1968
Le elezioni regionali in Trentino-Alto Adige del 1968 per il rinnovo del Consiglio regionale si tennero il 17 novembre. L'affluenza fu dell'89,55%.
La legislatura fu dedicata all’accordo per la ricomposizione delle tensioni fra le componenti linguistiche, in parallelo con la costituzione delle regioni ordinarie nel resto d’Italia, tanto da riuscire a tornare all’alleanza DC-SVP. Si arrivò alle trasformazione delle due province in Province Autonome, cui furono affidati sia i poteri provinciali che quelli regionali, mentre alla Regione Autonoma rimanevano i poteri statali devoluti. Per analogia generale, la durata della legislatura fu portata a cinque anni.

## Risultati
| Liste                                           | Voti                | %                   | Seggi               |
| Riepilogo regionale                             | Riepilogo regionale | Riepilogo regionale | Riepilogo regionale |
| ----------------------------------------------- | ------------------- | ------------------- | ------------------- |
| Democrazia Cristiana                            | 175.626             | 37,09               | 20                  |
| Südtiroler Volkspartei                          | 137.982             | 29,14               | 16                  |
| PSI-PSDI Unificati                              | 53.810              | 11,36               | 6                   |
| Partito Comunista Italiano – PSIUP              | 37.443              | 7,91                | 4                   |
| Partito Popolare Trentino Tirolese              | 19.922              | 4,21                | 2                   |
| Partito Liberale Italiano                       | 17.278              | 3,65                | 2                   |
| Movimento Sociale Italiano                      | 15.108              | 3,19                | 1                   |
| Partito Repubblicano Italiano                   | 8.731               | 1,84                | 1                   |
| Soziale Fortschrittspartei Südtirols            | 5.332               | 1,13                | -                   |
| Alleanza Contadina Artigiana                    | 2.275               | 0,48                | -                   |
| Totale                                          | 473.507             |                     | 52                  |
| Provincia di Trento                             |                     |                     |                     |
| Democrazia Cristiana                            | 142.892             | 58,05               | 16                  |
| PSI-PSDI Unificati                              | 37.482              | 15,23               | 4                   |
| Partito Popolare Trentino Tirolese              | 18.182              | 7,39                | 2                   |
| Partito Comunista Italiano                      | 16.148              | 5,56                | 2                   |
| Partito Liberale Italiano                       | 11.406              | 4,63                | 1                   |
| Partito Socialista Italiano di Unità Proletaria | 7.726               | 3,14                | 1                   |
| Partito Repubblicano Italiano                   | 5.998               | 2,44                | 1                   |
| Movimento Sociale Italiano                      | 4.049               | 1,64                | -                   |
| Alleanza Contadina Artigiana                    | 2.275               | 0,92                | -                   |
| Totale                                          | 246.158             |                     | 27                  |
| Provincia di Bolzano                            |                     |                     |                     |
| Südtiroler Volkspartei                          | 137.982             | 60,69               | 16                  |
| Democrazia Cristiana                            | 32.734              | 14,40               | 4                   |
| PSI-PSDI Unificati                              | 16.328              | 7,18                | 2                   |
| Partito Comunista Italiano – PSIUP              | 13.569              | 5,97                | 1                   |
| Movimento Sociale Italiano                      | 11.059              | 4,86                | 1                   |
| Partito Liberale Italiano                       | 5.872               | 2,58                | 1                   |
| Soziale Fortschrittspartei Südtirols            | 5.332               | 2,35                | -                   |
| Partito Repubblicano Italiano                   | 2.733               | 1,20                | -                   |
| Partito Popolare Trentino Tirolese              | 1.740               | 0,77                | -                   |
| Totale                                          | 227.349             |                     | 25                  |

| Riepilogo dei seggi | Riepilogo dei seggi | Riepilogo dei seggi | Riepilogo dei seggi | Riepilogo dei seggi | Riepilogo dei seggi | Riepilogo dei seggi |
| ------------------- | ------------------- | ------------------- | ------------------- | ------------------- | ------------------- | ------------------- |
|                     |                     |                     |                     |                     |                     |                     |
| PCI - PSIUP         | 4                   | ▲ 2                 |                     | PSU                 | 6                   | ▼ 1                 |
| PRI                 | 1                   | ▲ 1                 |                     | PPTT                | 2                   | ━                   |
| SVP                 | 16                  | ━                   |                     | DC                  | 20                  | ▲ 1                 |
| PLI                 | 2                   | ━                   |                     | MSI                 | 1                   | ▼ 1                 |
| ACA                 | 0                   | ▼ 1                 |                     | THP                 | 0                   | ▼ 1                 |